# Мариинск
Мариинск (на руски: Мариинск) е град в Русия, административен център на Мариински район, Кемеровска област. Населението на града към 1 януари 2018 е 38 637 души.

## История
Селището е основано през 1698 година, през 1859 година получава статут на град.